# Crotalaria thebaica
Crotalaria thebaica là một loài thực vật có hoa trong họ Đậu. Loài này được (Delile) DC. miêu tả khoa học đầu tiên.